# Alfasillabario

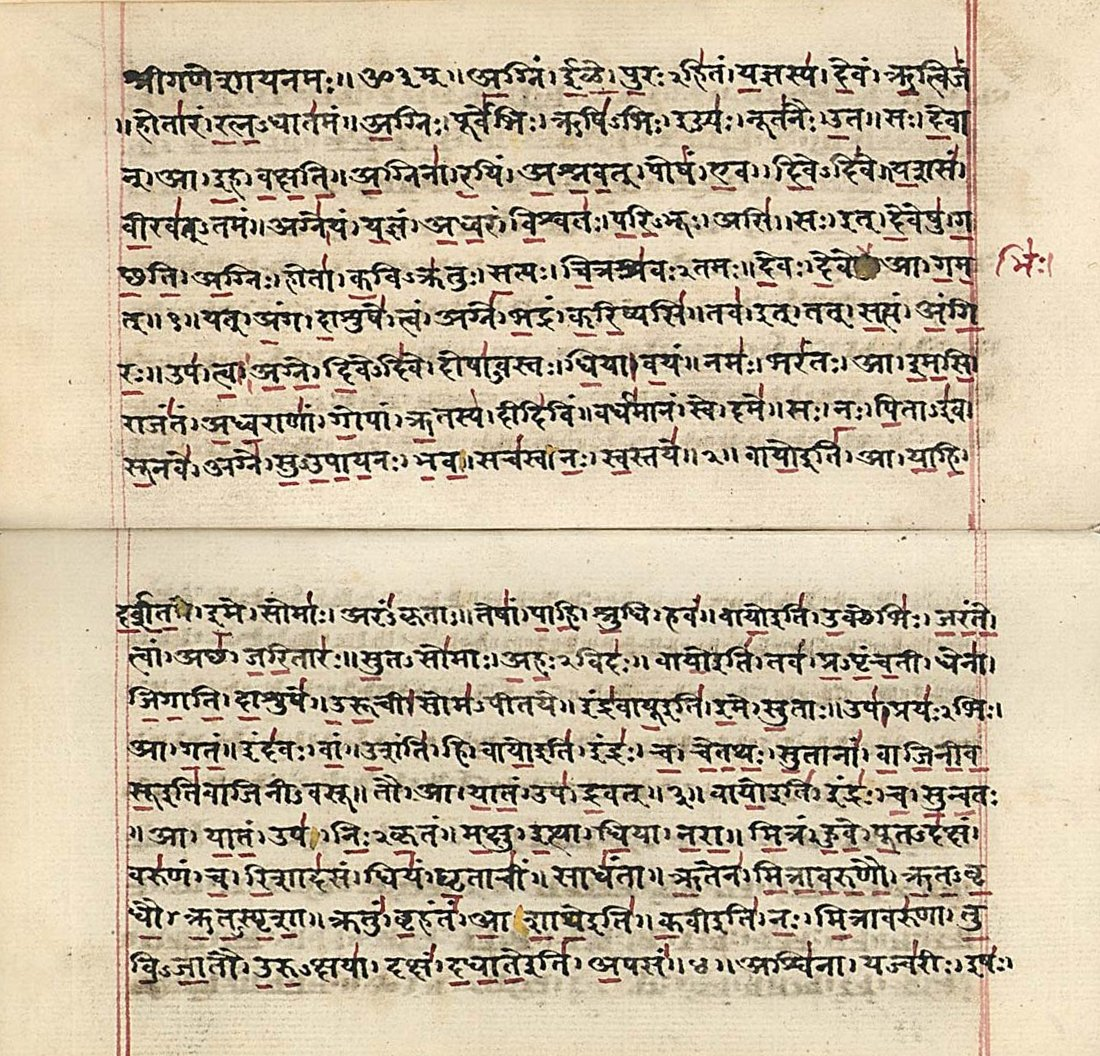
Ṛgveda. Manoscritto in devanāgarī, XIX secolo.

Un alfasillabario, o abugida, è un sistema di scrittura ibrido costituito da segni (grafemi) che fondono una consonante e una vocale intrinseca.
Possono essere inoltre modificati con estensioni o segni diacritici che indichino altre vocali o, a volte, l'assenza di vocale.
Un alfasillabario si caratterizza quindi perché la consonante è legata al grafema, mentre la vocale intrinseca che segue la consonante può cambiare, con l'aggiunta di segni diacritici.
Un'abugida è quindi diverso tanto da un sillabario, dove ogni grafema trascrive un preciso gruppo di fonemi (sillabe), ma anche dall'alfabeto vero e proprio, dove ogni grafema o gruppo di grafemi trascrive un solo fonema alla volta.
Esempi di abugida includono le varie scritture della famiglia di scritture brahmi e l'etiopico ge'ez.
Una tipica abugida è la scrittura devanagari. Non vi sono segni che rappresentino le consonanti k;, ma, piuttosto, l'immodificabile lettera क rappresenta la sillaba ka; la a non è segnata sul simbolo, e perciò è la cosiddetta vocale intrinseca. La vocale può essere cambiata dall'aggiunta di segni vocalici (diacritici) alla base del carattere, producendo altre sillabe comincianti per k-, come कि ki, कु ku, के ke, को ko. Questi diacritici sono applicati ad altri caratteri consonantici per altre sillabe. Per esempio, da ल la è formato लि li, लु lu, ले le, लो lo. Una consonante con una vocale intrinseca o segnata è chiamata akshara.
In molte abugide, esiste anche un diacritico per soppiantare la vocale intrinseca, producendo la semplice consonante. In devanagari, क् è la k, e ल् è la l. Questo è chiamato virama in sanscrito, oppure halant in hindi. Può essere usato per formare gruppi consonantici, o per indicare che una consonante chiude la fine di una parola. Altri significati che esprimono queste funzioni includono speciali forme coniugate nelle quali due o più caratteri consonantici sono fusi per esprimere un gruppo, come il devanagari: क्ल kla. (È da notare che alcune fonti presentano questo gruppo come क् seguito da ल, invece di formare una forma coniugata.)
Questi diacritici possono apparire sopra (के), sotto (कु), sulla sinistra (कि) o sulla destra (को) del carattere consonantico, oppure possono circondarlo come in tamil கௌ = kau, proveniente da க ka. In molti scritti braminici, una sillaba che inizia con un gruppo è ritenuta un singolo carattere per motivi legati alle vocali presenti, così un segno vocalico come ि -i, che cade prima che il carattere si modifichi, può occupare diverse posizioni prima di piazzarsi dove va pronunciato. Per esempio, il gioco del cricket in hindi è क्रिकेट krikeţ; il diacritico per /i/ appare prima del gruppo consonantico /kr/, non prima di /r/. Un esempio più anomalo si nota nell'alfabeto della lingua batak: qui la sillaba bim è scritta ba-ma-i-(virama). Cioè, la vocale diacritica e virama sono entrambe scritte dopo le consonanti per l'intera sillaba.
Sebbene sia oggi un'abugida, esiste la testimonianza che l'alfabeto del ge'ez fu in effetti un abjad fino al IV secolo d.C. Si suppone che sia divenuta un'abugida per influsso dall'India tramite commerci e relazioni di vario tipo attraverso il Mare Arabico. Nell'abugida ge'ez, la forma della lettera stessa può essere alterata. Per esempio, ሀ hä (forma basilare), ሁ hu (con un diacritico destro che non altera la lettera), ሂ hi (con un soddiacritico che comprime le lettere, cosicché l'intero fidel occupi la stessa quantità di spazio), ህ hə (dove la lettera è modificata con una piega alla stanghetta sinistra).
Il termine abugida fu proposto nel 1990 dal linguista Peter Daniels ed è formato dalle prime quattro lettere (አቡጊዳ, ’ä bu gi da) della lingua ge'ez, ordinate secondo l'alfabeto greco. Quest'ordine corrisponde anche all'ancestrale ordine dei caratteri della lingua semitica, aleph, beth, gimel, daleth, o A B G D, così come la parola alfabeto proviene dai nomi greci delle prime due lettere (alfa e beta).
Il termine alfasillabario fu suggerito nel 1997 da William Bright in riferimento alle scritture indiane, riferendosi al fatto che esse hanno caratteristiche sia alfabetiche sia sillabiche.